# Rio Pará (vattendrag i Brasilien, Pará, lat -1,68, long -49,25)
Rio Pará är en flod i Brasilien  belägen i delstaten Pará, i den nordöstra delen av landet, 1 600 km norr om huvudstaden Brasília.